# László Mindszenti
Dans le nom hongrois Mindszenti László, le nom de famille précède le prénom, mais cet article utilise l’ordre habituel en français László Mindszenti, où le prénom précède le nom.
László Mindszenti est un peintre hongrois né le 21 mai 1934 à Békéscsaba (Hongrie), vivant en France depuis 1956 et mort le 9 décembre 2020 à Cléon (Seine-Maritime). Il est une figure importante de l'art pictural abstrait, symbolique et néo-figuratif fondé sur la représentation allégorique. Ses œuvres proposent des accords originaux de couleur où se déploie un univers poétique et onirique d'êtres et de bestiaire imaginaires au sein de compositions et d'environnements faits de rêves et de sensualité.

## Biographie
Après des études secondaires et universitaires à Budapest, László Mindszenti a vingt-deux ans lorsqu'il arrive en France, en 1956. Il poursuit alors ses études universitaires en France. En 1958, il se découvre une passion pour le dessin et en 1960, il s'inscrit à l'École des Beaux-Arts de Rouen. En 1965, il obtient une licence ès lettres modernes à la Sorbonne, et en 1966, un doctorat de 3e cycle à l'Institut d'Art et d'Archéologie de Paris. De 1961 à 1975, il crée et anime, à Rouen l'Académie libre de Peinture et de Dessin : atelier d'art unique en France, faisant travailler simultanément des enfants, des adolescents et des adultes. En 1974, il est lauréat du Grand Prix de Poésie Libre du Syndicat des Journalistes et Écrivains.
En 1972, il publie un recueil, Poèmes de jade, poème de jadis et en 1975, un recueil de nouvelles fantastiques Délire barbare.
Depuis 1960, il a réalisé, en France et à l'étranger, près de quatre-vingts expositions personnelles importantes dans des galeries d'art, musées, églises et lieux publics, dont une exposition personnelle au parlement européen de Bruxelles (Belgique) en 1998, et une exposition personnelle à l'Institut hongrois de Paris, en 2002.

## Acquisitions
Collections publiques
- Musée d'Art Moderne de Paris
- Musée Rapin de Villeneuve-sur-Lot (Lot-et-Garonne)
- Musée de Soulac-sur-Mer
- Conseil régional de Haute-Normandie
- Conseil général de Haute-Normandie[Information douteuse]
- Préfecture du Lot-et-Garonne.
- Siège de la Fédération du Bâtiment du Lot-et-Garonne (Agen)
- Maison de la Médecine du travail, Villeuneuve-sur-Lot
- Groupe F. Codet, Bois-Guillaume (Seine-Maritime)

Collections privées

États-Unis, Grande-Bretagne, Arabie-Saoudite, Belgique, Cuba, Espagne, France, Grèce, Hollande, Hongrie, Italie, Suisse, Suède…

## Expositions personnelles
- 1960-1966
  -  Petit-Couronne : Mairie
  -  Rouen :
    - Galerie Menuisement
    - Galerie de la Cour d'Albane
- 1974-1976
  -  Paris : Galerie du Verse
  - Rouen : Galerie Rollin
  -  Villeneuve-sur-Lot : Centre culturel
- 1977-1980
  -  Rouen : Galerie Rollin
  -  Montauban : Chapelle de l'ancien Collège
  -  Le Havre : Galerie Alfa
- 1981
  -  Agen : Centre culturel
  -  Le Havre : Galerie Maïté Bert
- 1982
  -  Rouen : Galerie Rollin
  -  Pujols : Église Sainte-Foy
- 1983
  -  Senlis : Fondation Cziffra, Collégiale Saint-Frambourg
  -  Havre : Galerie Alfa
- 1984
  -  Rouen : Galerie Rollin
  -  Paris : Galerie Ror Volmar
  -  Le Havre : Galerie Alfa
- 1985
  -  Rouen : Galerie Rollin
  -  Paris : Galerie Ror Volmar
  -  Agen : Centre culturel
- 1986
  -  Senlis : Fondation Cziffra, Collégiale Saint-Frambourg
  -  Le Havre : Galerie Alfa
  -  Étretat : Galerie La Porte Étroite
- 1987
  -  Senlis : Fondation Cziffra, Collégiale Saint-Frambourg
  -  Étretat : Galerie La Porte Étroite
- 1988
  -  Paris :
    - Galerie Ror Volmar
    - Galerie d'Art de la Place Beauvau

  -  Villeneuve-sur-Lot : Centre culturel
- 1989
  -  Paris : Galerie Ror Volmar
  -  Pujols : Église Sainte-Foy
- 1990
  -  Rouen : Galerie Rollin
  -  Villeneuve-sur-Lot : Atelier 51
- 1991
  -  Paris : Galerie d'Art de la Place Beauvau
- 1992
  -  Rouen :
  - Galerie Rollin
  - Salon d'Art Contemporain
- 1993
  - Paris : Galerie d'Art de la Place Beauvau
  -  Marmande : Musée Marzelles
  -  Nancy : Galerie de la Présidence
- 1994
  -  Nérac : Galerie des Tanneries
  -  Rouen : Galerie Rollin
- 1995
  -  Villeneuve-sur-Lot : Atelier 51
  -  Pujols : Église Sainte-Foy
  -  Le Havre : Galerie Taormina
- 1996
  -  Rouen : Galerie Rollin
  -  Agen : Galerie Graal
- 1997
  -  Penne d'Agenais : Mairie
  -  Castillonès : Centre culturel de Carbonnier
  -  Villeneuve-sur-Lot : Société générale
  -  Frespech : Atelier de Bonnefous
- 1998
  -  Bruxelles (Belgique) : Parlement européen
  - Pujols : Église Sainte-Foy
  - Villeneuve-sur-Lot : Théâtre de la ville
  - Rouen : Galerie Rollin (rétrospective Quarante ans de peinture)
- 1999
  -  Montsempron-Libos : Château Prieural
- 2000
  -  Genève (Suisse) : Galerie Greuze
  -  Agen : Galerie Graal (Un nom, deux générations, quatre artistes)
  -  Rouen : Galerie Rollin
- 2001
  -  Paris : Galerie Colette Dubois
  -  Bergerac : Cloître des Récollets
  -  Cenon : Château Palmer
  -  Frespech : Atelier de Bonnefous
- 2002
  -  Bergerac : Cloître des Récollets
  -  Rouen : Galerie Rollin
  -  Paris : Institut hongrois de Paris
- 2010
  -  Elbeuf-Sur-Seine : Galerie Gautier
- 2011
  -  Le Passage d'Agen : Ferme d'Estrades
  -  Rouen : Galerie Rollin
- 2012
  -  Castelnau-Montratier : Maison Jacob
- 2013
  -  Penne d'Agenais : Patio d'Hauville
- 2016
  -  Caen : Galerie d'Art-Culture-France

## Expositions collectives
- 2017
  -  Isneauville : 11e Salon de peinture et de sculpture, Centre sportif du Cheval Rouge
  -  Les Damps : 22e Salon d'Art Contemporain
- 2018
  -  Vandrimare : 32e Salon de peinture et de sculpture, Centre socio-culturel
  -  Bonsecours : Salon de peinture et de sculpture L'Art d'Aujourd'hui, Centre culturel Le Casino
- 2019
  -  Rouen : 81e Salon des Artistes indépendants normands, Halle aux Toiles
  -  Maromme : 29e Salon Peinture et Sculpture, Espace culturel Beaumarchais
  - Rouen : Biennale Rouen National Arts
  -  Saint-Aubin les Elbeuf : 43e Salon de Printemps
  - Elbeuf-sur-Seine : Salon d'automne
- 2020
  - Rouen : 82e Salon des Artistes indépendants normands, Halle aux Toiles

## Médias
- 1987 : László Mindszenti, invité spécial de l'émission populaire radiophonique "Le Pop-Club" de José Artur, sur France-Inter.